# Shenzhen Open 2018
Shenzhen Open 2018 byl tenisový turnaj pořádaný jako součást ženského okruhu WTA Tour, který se odehrával na dvorcích s tvrdým povrchem v areálu Shenzhen Longgang Tennis Centre. Konal se mezi 1.  až 6. lednem 2018 v čínském městě Šen-čen jako šestý ročník turnaje.
Turnaj představoval jednu ze dvou událostí sezóny v kategorii WTA International Tournaments s rozpočtem 750 000 dolarů a prize money 626 750 dolarů. Nejvýše nasazenou hráčkou ve dvouhře se stala rumunská světová jednička Simona Halepová. Jako poslední přímá účastnice do dvouhry nastoupila její krajanka a 111. hráčka žebříčku Ana Bogdanová.
Šestnáctý singlový titul na okruhu WTA Tour vybojovala rumunská světová jednička Simona Halepová, která tak navázala na šenčenské vítězství z roku 2015. Halepová si odvezla i premiérovou deblovou trofej kariéry v páru s krajankou Irinou-Camelií Beguovou.

## Distribuce bodů a finančních odměn

### Distribuce bodů
| Soutěž  | vítězky | finalistky | semifinalistky | čtvrtfinalistky | 16 v kole | 32 v kole | Q  | Q2 | Q1 |   |
| ------- | ------- | ---------- | -------------- | --------------- | --------- | --------- | -- | -- | -- | - |
| dvouhra | 280     | 180        | 110            | 60              | 30        | 1         | 18 | 12 | 1  |   |
| čtyřhra | 280     | 180        | 110            | 60              | 1         | —         | —  | —  | —  | — |

### Finanční odměny
| Soutěž                                | vítězky  | finalistky | semifinalistky | čtvrtfinalistky | 16 v kole | 32 v kole | Q2     | Q1     |
| ------------------------------------- | -------- | ---------- | -------------- | --------------- | --------- | --------- | ------ | ------ |
| dvouhra                               | $163 260 | $81 251    | $43 663        | $13 121         | $7 238    | $4 698    | $2 720 | $1 588 |
| čtyřhra                               | $26 031  | $13 544    | $7 271         | $3 852          | $2 031    | —         | —      | —      |
| částky ve čtyřhře jsou uváděny na pár |          |            |                |                 |           |           |        |        |

## Ženská dvouhra

### Nasazení
| Stát                             | Hráčka                | WTA | Nasazení |
| -------------------------------- | --------------------- | --- | -------- |
| Rumunsko                         | Simona Halepová       | 1.  | 1.       |
| Lotyšsko                         | Jeļena Ostapenková    | 7.  | 2.       |
| Čína                             | Čang Šuaj             | 35. | 3.       |
| Rumunsko                         | Irina-Camelia Beguová | 43. | 4.       |
| Čína                             | Wang Čchiang          | 45. | 5.       |
| Česko                            | Kateřina Siniaková    | 47. | 6.       |
| Řecko                            | Maria Sakkariová      | 51. | 7.       |
| Maďarsko                         | Tímea Babosová        | 55. | 8.       |
| Žebříček WTA k 25. prosinci 2017 |                       |     |          |

### Jiné formy účasti
Následující hráčky obdržely divokou kartu do hlavní soutěže:
- Liou Fang-čou
- Wang Si-jü
- Wang Ja-fan

Následující hráčky si zajistily postup do hlavní soutěže v kvalifikaci:
- Danka Kovinićová
- Anna Blinkovová
- Stefanie Vögeleová
- Jasmine Paoliniová

### Odhlášení
před zahájením turnaje
- Kateryna Kozlovová → nahradila ji  Nicole Gibbsová
- Sara Sorribesová Tormová → nahradila ji  Jana Čepelová

## Ženská čtyřhra

### Nasazení
| Stát                                                                         | Hráčka                | Stát      | Hráčka             | WTA  | Nasazení |
| ---------------------------------------------------------------------------- | --------------------- | --------- | ------------------ | ---- | -------- |
| Česko                                                                        | Barbora Krejčíková    | Česko     | Kateřina Siniaková | 67.  | 1.       |
| Rumunsko                                                                     | Ioana Raluca Olaruová | Ukrajina  | Olga Savčuková     | 69.  | 2.       |
| Česko                                                                        | Kristýna Plíšková     | Česko     | Renata Voráčová    | 106. | 3.       |
| Rusko                                                                        | Natela Dzalamidzeová  | Švýcarsko | Xenia Knollová     | 129. | 4.       |
| Žebříček WTA k 25. prosinci 2017; číslo je součtem umístění obou členek páru |                       |           |                    |      |          |

### Jiné formy účasti
Následující páry obdržely divokou kartu do soutěže čtyřhry:
- Kuo Chan-jü /  Wang Sin-jü
- Kchang Ťia-čchi /  Čang Šuaj

## Přehled finále

### Ženská dvouhra
- Simona Halepová vs.  Kateřina Siniaková, 6–1, 2–6, 6–0

### Ženská čtyřhra
- Irina-Camelia Beguová /  Simona Halepová vs.  Barbora Krejčíková /  Kateřina Siniaková, 1–6, 6–1, [10–8]